# 阿什利丘原新孤儿院
阿什利丘原新孤儿院（The New Orphan Houses, Ashley Down）原为英国布里斯托尔北部的阿什利丘原区的一所孤儿院。

## 历史
1849-1870年由弟兄会的教会领袖乔治·慕勒建于英国布里斯托尔。五所孤儿院容纳2,050名儿童，到1958年该建筑出售给布利斯托尔市议会为止，共收容过17,000名孤儿。乔治·慕勒的孤儿院事工开始于1836年，在威尔逊街6号自己的家中，容纳30个女孩。当时英国的孤儿院很少，一共只能容纳3,600名孤儿
乔治·慕勒开办孤儿院，从不向人要求捐款，单纯依靠向上帝祷告，以此证明上帝不仅存在，而且会听并且答应祷告。1835年11月21日他首次祷告要求40英镑，结果在23日得到了50英镑。 慕勒还受到18世纪法兰克在普鲁士的哈勒创办“孤儿之家”的鼓励。1836年4月11日，慕勒夫妇照顾孤儿的工作正式开始。不久，需要照顾的儿童增加，同年11月28日，在同一条街又租房开始了第二间孤儿院。
1845年，由于人数继续增长，慕勒决定设计一所独立的建筑，以容纳300个孩子。1849年6月18日，在Ashley Down 28,000 m²的土地上，建成了这所孤儿院。118名孤儿搬进了新居，又有170名新的孤儿即将入住。到1856年5月26日，又兴建了第二院，可容纳400人。到1870年，总共已建立了5所孤儿院，收容超过2,000名孤儿。最后全部孤儿人数达到10,024名。
第四和第五孤儿院现在由布里斯托尔市书院所有。1998年，慕勒故居（原名第三孤儿院）列为二级登录建筑。

## 画廊

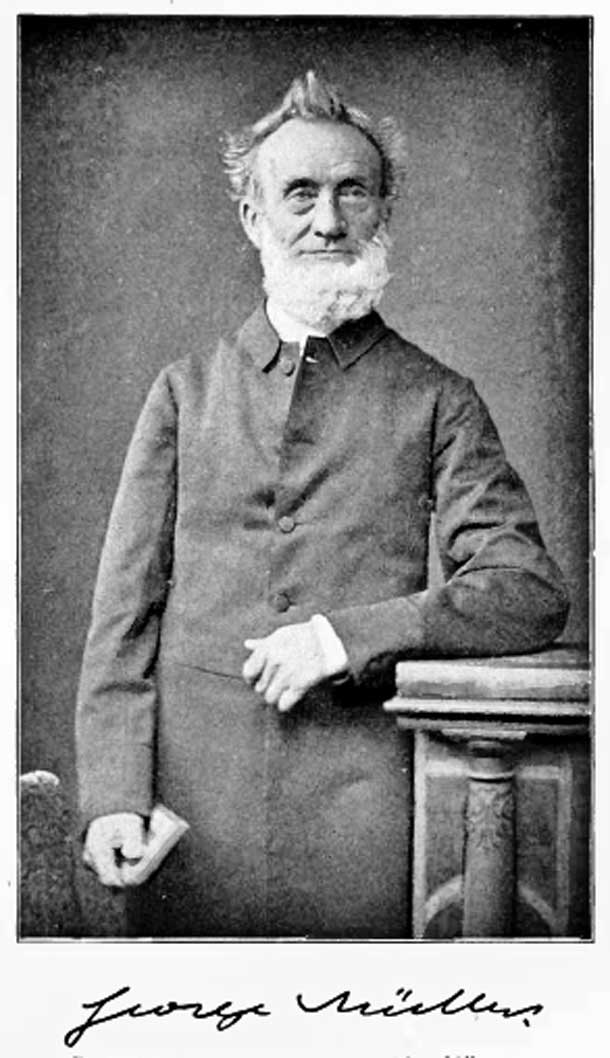
乔治·慕勒
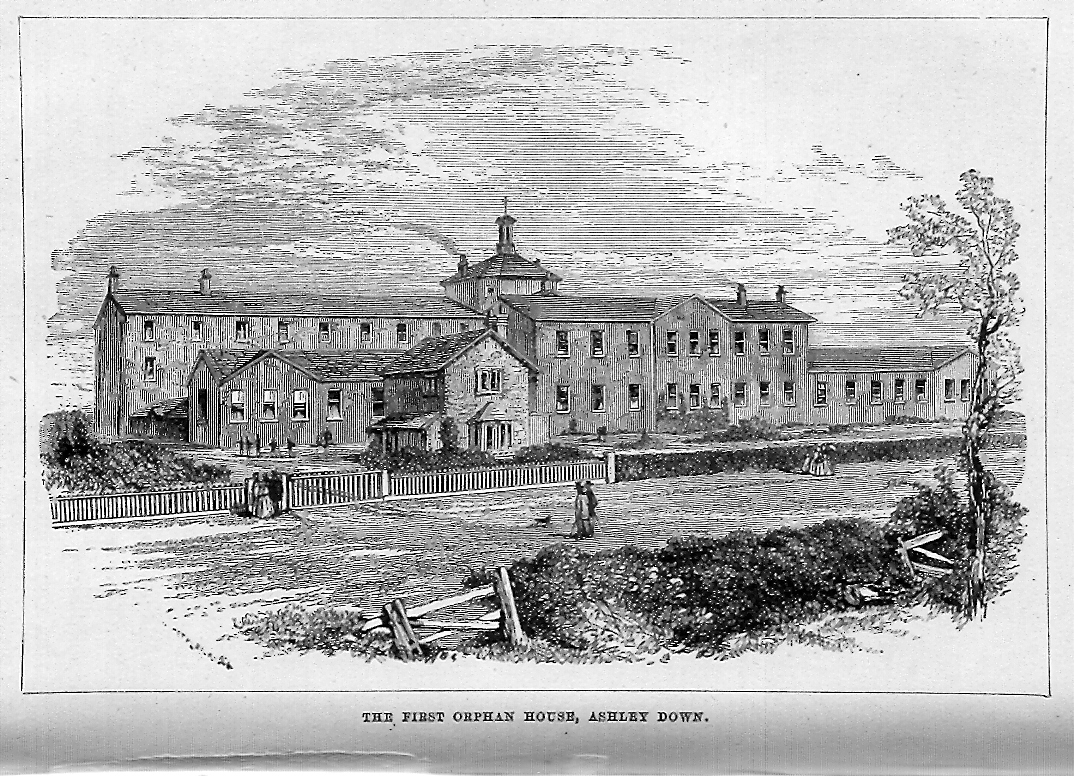
第一孤儿院
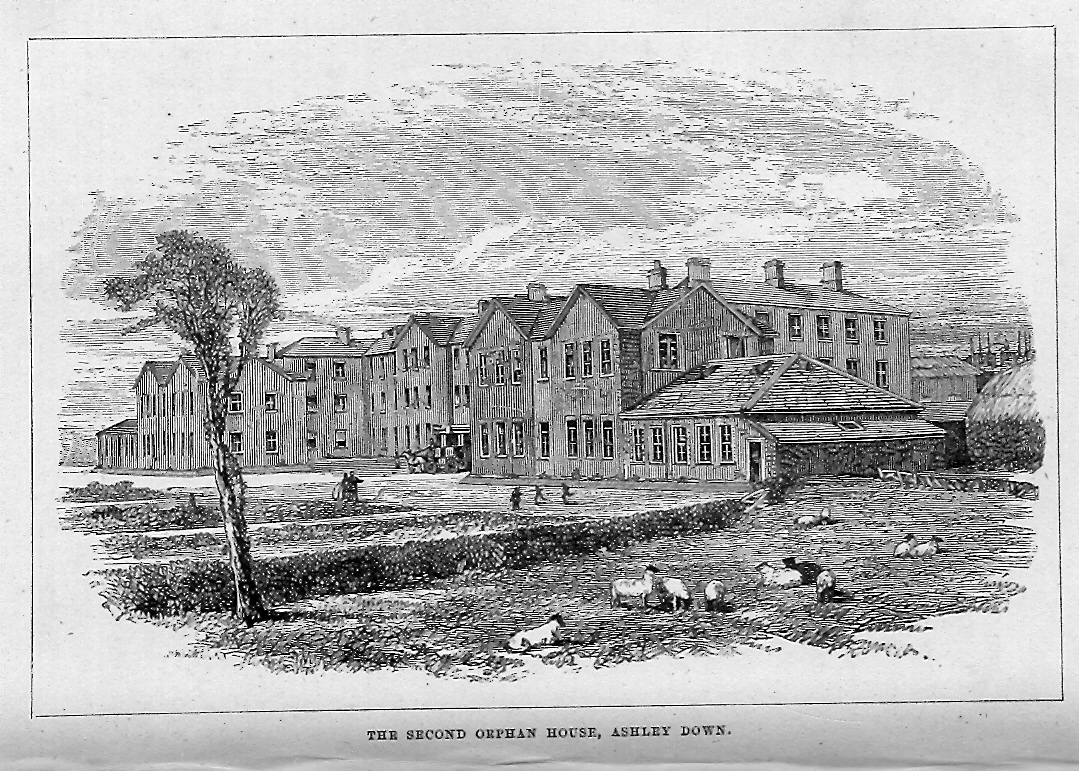
第二孤儿院
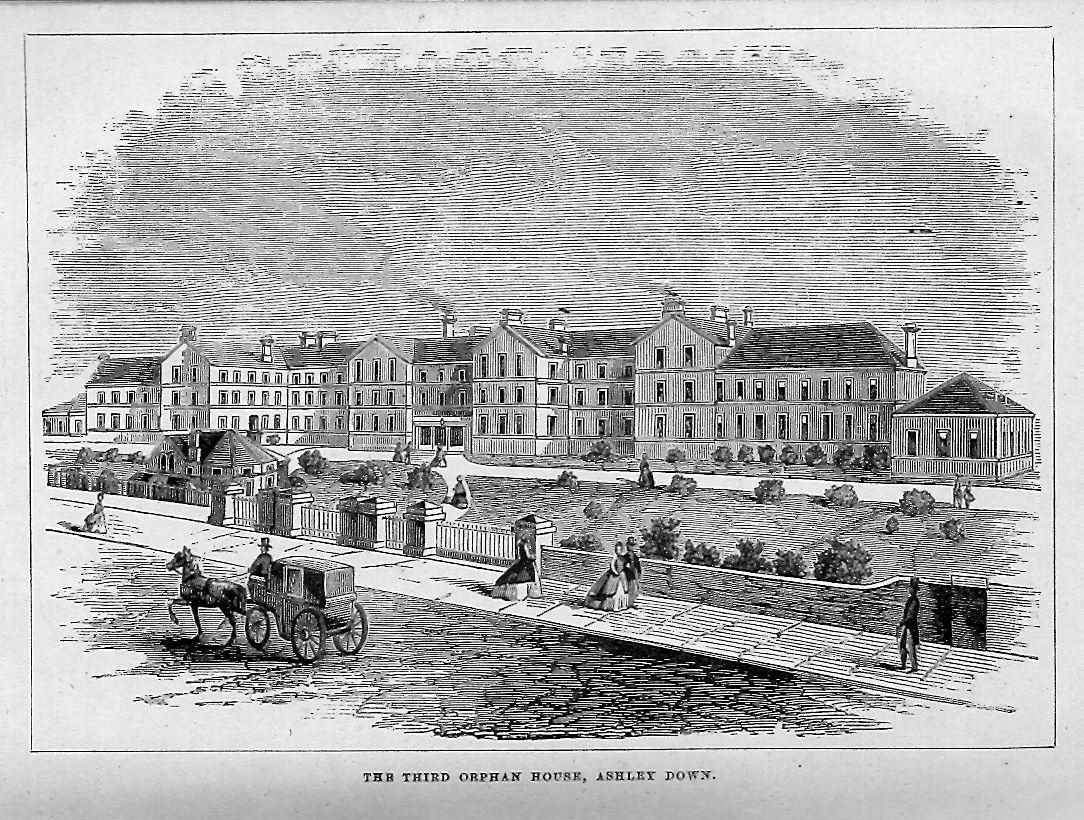
第三孤儿院
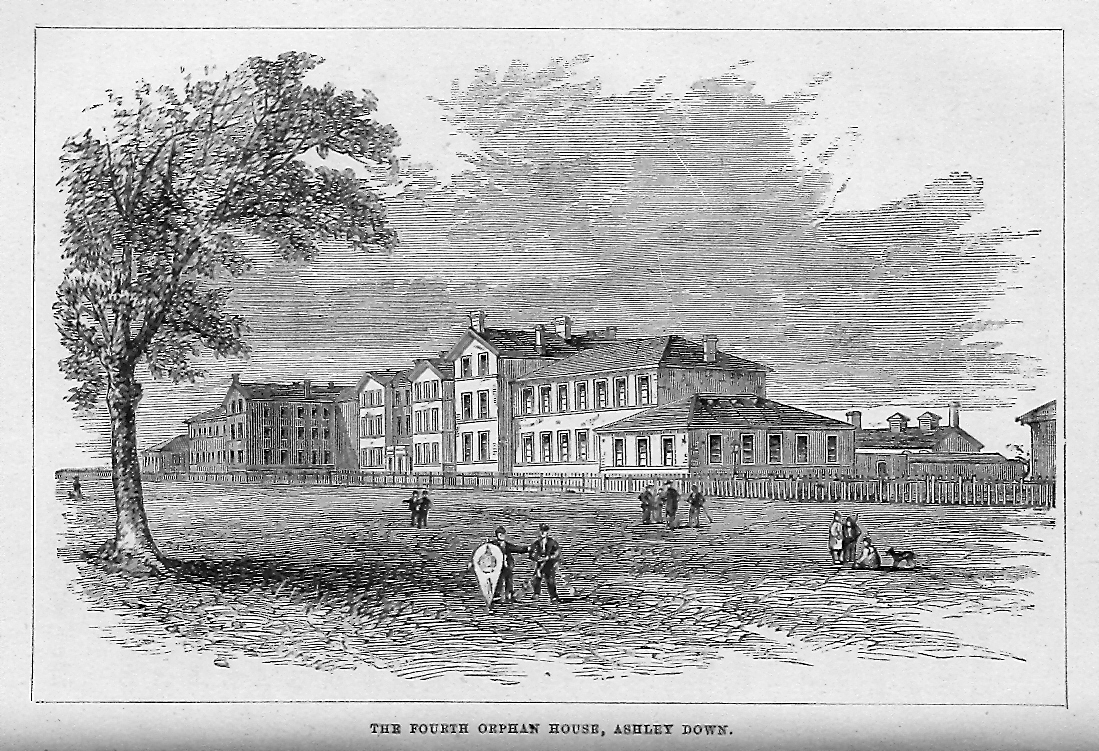
第四孤儿院
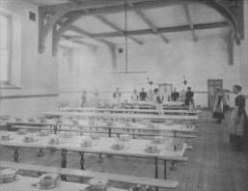
餐厅